# Lost Cause

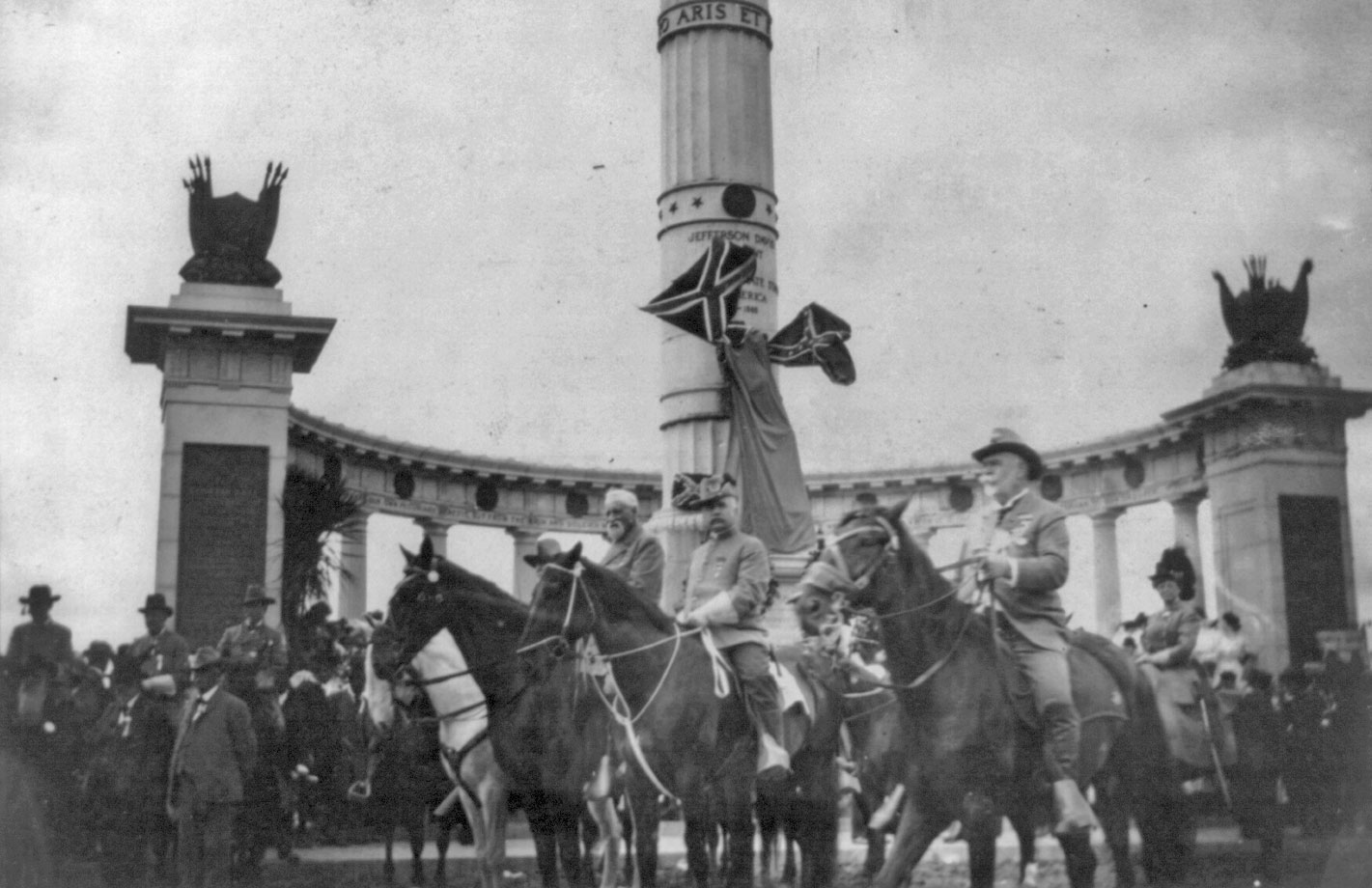
George Custis Lee (1832–1913) em frente ao monumento em homenagem a Jefferson Davis, em Richmond, Virgínia, em 3 de junho de 1907.

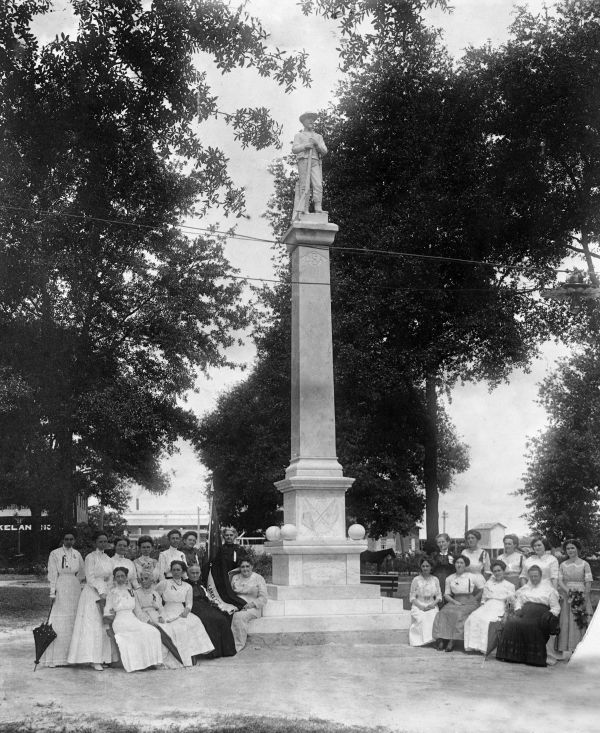
Membras da United Daughters of the Confederacy perto de um monumento confederado em Lakeland, Flórida, em 1915.

Causa Perdida (em inglês, Lost Cause ou Lost Cause of the Confederacy) é uma tese negacionista e pseudo-histórica, segundo a qual a causa dos Estados Confederados durante a Guerra Civil Americana foi heroica, justa e não foi centrada na questão da escravidão.
Essa ideologia inicialmente propagou a ideia de que a escravidão era algo moral, porque os escravizados eram felizes, às vezes até gratos, e que essa instituição garantiu a prosperidade econômica da nação. Tal noção era baseada nos ideais racistas da era Jim Crow, no Sul dos Estados Unidos. Ela enfatiza as supostas virtudes cavalheirescas do sul antes da guerra civil. Portanto, a guerra em si é vista como uma luta travada principalmente para salvar o modo de vida sulista e os "direitos dos estados", especialmente o de se separar da União caso assim desejassem. Para os defensores da Lost Cause, a guerra foi então mais uma tentativa do sul de se "defender da agressão nortista". Essa ideologia minimiza ou completamente nega o papel que a escravidão e a supremacia branca permeada na sociedade influenciaram os eventos que levaram a guerra civil. Essa visão é completamente oposta ao que acadêmicos e historiadores têm a respeito do que levou ao conflito, que foi resultado de décadas de uma crise política em volta da expansão e manutenção da escravidão nos Estados Unidos.
Uma onda particularmente intensa de atividades de defensores da "Causa Perdida" ocorreu durante a Primeira Guerra Mundial, quando os últimos veteranos da Confederação começaram a morrer e um esforço foi feito para preservar suas memórias. Uma segunda onda ocorreu como uma reação ao crescente apoio público à igualdade racial durante o Movimento dos Direitos Civis nas décadas de 1950 e 60. Por meio de atividades como a construção de proeminentes monumentos e estátuas honrando militares confederados e livros de história escolares, o movimento da "Causa Perdida" buscou garantir que as gerações futuras de brancos sulistas saberiam sobre as "verdadeiras" razões do Sul para ter lutado na guerra e, portanto, deveriam continuar a apoiar políticas de supremacia branca. Assim, de fato, é notável que as ideias de superioridade branca é uma peça central da narrativa da "Causa Perdida".
As narrativas da "Causa Perdida" normalmente representam a causa da Confederação como sendo nobre e seus líderes e exércitos como símbolo de cavalheirismo de tempos antigos, com o Sul só sendo derrotado pelas forças da União por causa da indústria e da população exponencialmente maior do Norte, que teria sobrepujado a "superioridade militar, genialidade tática e coragem" dos confederados. Proponentes do movimento da "Causa Perdida" também condenam o período conhecido como Reconstrução, que veio após a guerra civil, alegando que foi uma estratégia deliberada de políticos e especuladores do Norte para explorar o Sul economicamente e ganhar poder político. O tema da "Causa Perdida" evoluiu ao longo do tempo, englobando questões como a defesa de valores tradicionalistas e conservadores, não só em termos de raça mas também em papel de gênero, em termos de preservação da honra da família e tradições cavalheirescas, inspirando a construção de inúmeros memoriais no sul e na formação de atitudes religiosas.